# John Sullivan (jésuite)
 (février 2025).
Si vous disposez d'ouvrages ou d'articles de référence ou si vous connaissez des sites web de qualité traitant du thème abordé ici, merci de compléter l'article en donnant les références utiles à sa vérifiabilité et en les liant à la section « Notes et références ».
Pour les articles homonymes, voir Sullivan et John Sullivan.
John Sullivan, né le 8 mai 1861 à Dublin (Irlande) et mort le 19 février 1933 dans la même ville, est un prêtre jésuite irlandais. Converti du protestantisme au catholicisme, son attention particulière pour les malades, tout en étant enseignant au collège de Clongowes Wood lui acquiert une réputation de sainteté. Déclaré bienheureux le 13 mai 2017 il est liturgiquement commémoré le 19 février.

## Biographie
John Sullivan est né d'un père anglican, Edward Sullivan, et d'une mère catholique. De 1879 à 1888 il fait des études de langues classiques (au Trinity College, à Dublin) et de droit (Lincoln's Inn, à Londres) où il reçoit son diplôme et commence à pratiquer le droit. Ce qui le conduit à voyager beaucoup. Jeune protestant en profonde recherche religieuse et attiré par la vie monastique Sullivan passe plusieurs mois dans un monastère du Mont Athos en Grèce (1896). 
Sullivan se tourne finalement vers l'Église catholique et y reçoit un baptême conditionnel (21 décembre 1896). Son style de vie change radicalement. Après sa réconciliation avec l'Église catholique il se sent appelé à devenir prêtre. Il rejoint la Compagnie de Jésus et y commence son noviciat le 7 septembre 1900 au noviciat de Rahan, connu sous le nom de Tullabeg, près de Tullamore, dans le comté d'Offaly. À 46 ans il reçoit finalement l'ordination sacerdotale (28 juillet 1907). 
Son supérieur religieux l'envoie ensuite au Clongowes Wood College (comté de Kildare), un collège-internat jésuite bien connu en Irlande. Il y est enseignant mais se distingue surtout comme maître de vie spirituelle pour les élèves qui y sont internes. 
Son style de vie austère et radicalement évangélique, son sens profond de la prière lui acquièrent rapidement une réputation de sainteté. Outre l'enseignement, il parcourait les villages des alentours pour venir en aide aux miséreux et aux malades. Les dix dernières de sa vie, nombreux furent ceux qui se pressèrent autour de lui pour obtenir des conseils et prières pour des guérisons ou autres demandes.

## Béatification

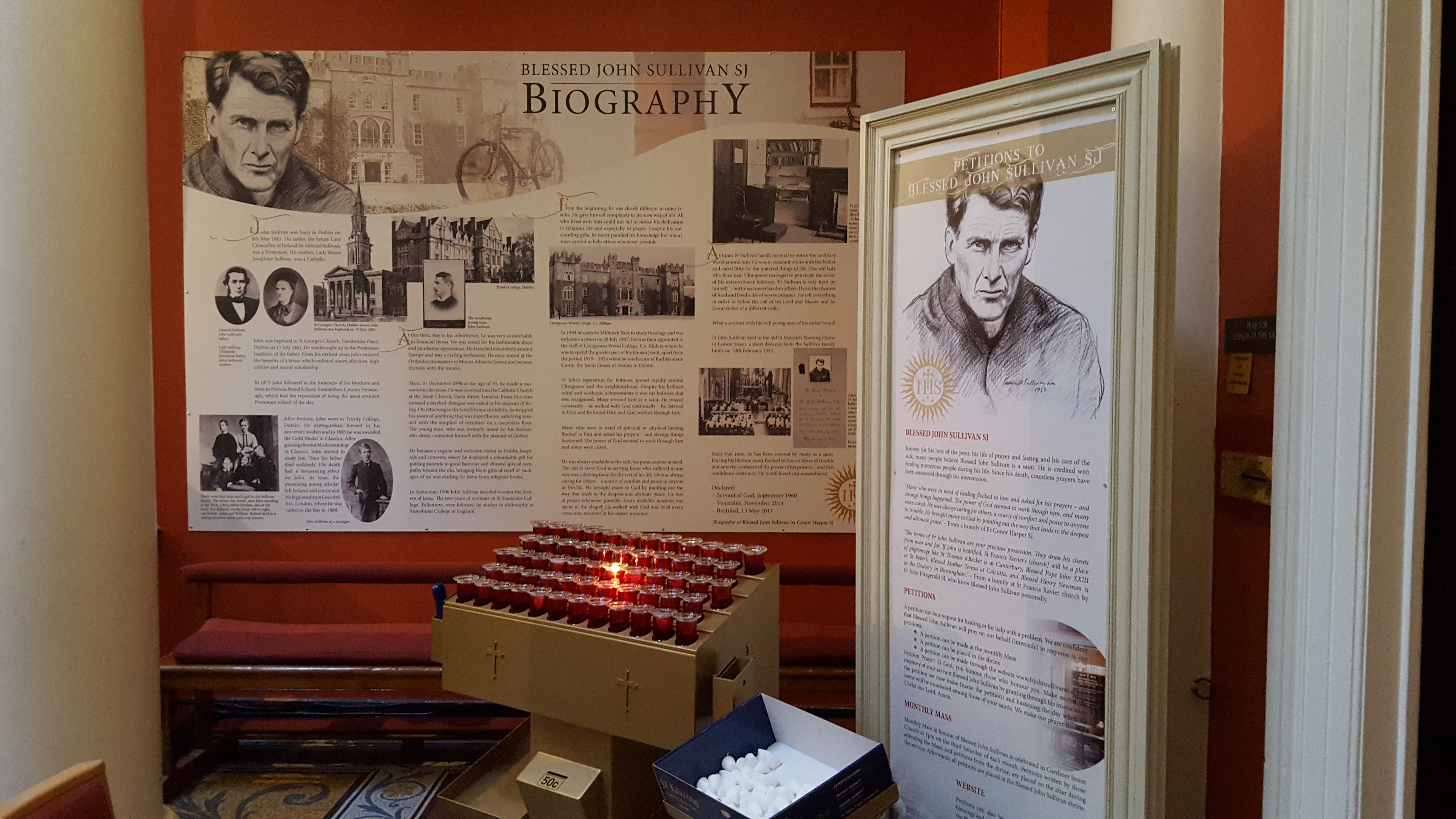
Expositions en mémoire de John Sullivan

- 2000 : introduction de la cause en béatification
- 7 novembre 2014 : le pape François lui attribue le titre de vénérable
- 26 avril 2016 : François (pape) reconnaît un miracle dû à son intercession et signe le décret de béatification.
- 13 mai 2017 : cérémonie solennelle de béatification, à Dublin